# 전문박사
전문박사 (專門博士)는 전문대학원에서 수여하는 학위이며, 전문 박사 학위 과정을 졸업하면 얻을 수 있는 학위이다. 전문학위 (professional degree)의 일종이다.

## 국가별 학위

### 대한민국
법학전문대학원의 법학 전문박사 (Doctor of Juridical Science, S.J.D.) 학위가 있다.
한국교원대학교에 설치된 교육정책전문대학원과, 경인교육대학교 및 서울교육대학교에 설치된 교육전문대학원에서 수여하는 교육학 박사 (Ed.D.) 학위가 있다.

## 같이 보기
- 전문 학위
- 전문학사
- 전문석사
- 법무박사
- 의학박사
- 의무석사